# Derick Silva
Derick de Souza Silva (* 23. April 1998 in Rio de Janeiro) ist ein brasilianischer Leichtathlet, der sich auf den Sprint spezialisiert hat.

## Sportliche Laufbahn
Erste Erfahrungen bei internationalen Meisterschaften sammelte Derick Silva im Jahr 2014, als er bei den Jugendsüdamerikameisterschaften in Cali im 100-Meter-Lauf in 10,85 s den vierten Platz belegte, wie auch über 200 Meter in 21,51 s. Im Jahr darauf gewann er dann bei den Juniorensüdamerikameisterschaften in Cuenca in 10,38 s die Silbermedaille über 100 Meter wie auch im 200-Meter-Lauf in 20,92 s. Zudem siegte er mit der brasilianischen 4-mal-100-Meter-Staffel in 39,90 s. Anschließend gewann er bei den Jugendsüdamerikameisterschaften in Cali in 10,49 s die Silbermedaille über 100 Meter und belegte über 200 Meter in 20,85 s den vierten Platz. Bei den Leichtathletik-U20-Weltmeisterschaften 2016 in Bydgoszcz wurde er in 10,37 s Siebter über 100 Meter und wurde mit der brasilianischen Mannschaft im Vorlauf disqualifiziert, ehe er bei den U23-Südamerikameisterschaften in Lima in 39,86 s die Goldmedaille gewann. Im Jahr darauf siegte er dann bei den U20-Südamerikameisterschaften in Leonora in 20,92 s über 200 Meter sowie in 41,29 s auch mit der Staffel und gewann über 100 Meter in 10,45 s die Silbermedaille. Zuvor startete er bei den World Relays auf den Bahamas, wurde dort aber disqualifiziert. Daraufhin gewann er bei den Panamerikanischen-U20-Meisterschaften in Trujillo in 20,77 s die Bronzemedaille über 200 Meter und wurde mit der Staffel in 39,98 s Vierter. 2018 nahm er erneut an den U23-Südamerikameisterschaften in Cuenca teil und siegte dort mit neuem Meisterschaftsrekord von 10,17 s über 100 Meter und verzichtete daraufhin auf einen Start über 200 Meter.
Bei den IAAF World Relays 2019 in Yokohama siegte er mit der brasilianischen 4-mal-100-Meter-Staffel in 38,05 s und konnte sein Rennen mit der 4-mal-200-Meter-Staffel nicht beenden. Anschließend schied er bei den Panamerikanischen Spielen in Lima über 200 Meter mit 20,76 s im Vorlauf aus, siegte aber mit der brasilianischen Mannschaft in 38,27 s. Damit qualifizierte er sich mit der Staffel für die Weltmeisterschaften in Doha, bei denen er mit neuem Südamerikarekord von 37,72 s im Finale den vierten Platz belegte. Ende Oktober siegte er dann auch mit der Staffel bei den Militärweltspielen in Wuhan in 38,68 s. Bei den World Athletics Relays 2021 im polnischen Chorzów gelangte er mit der 4-mal-100-Meter-Staffel bis in das Finale und wurde dort disqualifiziert. Anschließend gewann er bei den Südamerikameisterschaften in Guayaquil in 10,35 s die Bronzemedaille über 100 Meter hinter seinem Landsmann Felipe Bardi dos Santos und Emanuel Archibald aus Guyana. Zudem siegte er in 39,10 s gemeinsam mit Erik Cardoso, Felipe Bardi dos Santos und Bruno de Barros in der 4-mal-100-Meter-Staffel. Anschließend nahm er mit der Staffel an den Olympischen Sommerspielen in Tokio teil und schied dort mit 38,34 s im Vorlauf aus. Im Jahr darauf belegte er bei den Weltmeisterschaften in Eugene mit 38,25 s im Finale den siebten Platz.
In den Jahren von 2018 bis 2021 wurde Silva brasilianischer Meister in der 4-mal-100-Meter-Staffel.

## Persönliche Bestzeiten
- 100 Meter: 10,10 s (+0,2 m/s), 6. Juli 2018 in Guadalajara
  - 60 Meter (Halle): 6,71 s, 17. Januar 2018 in São Caetano do Sul
- 200 Meter: 20,23 s (+1,6 m/s), 21. April 2018 in Auburn